# الکساندر فون دانیلس
الکساندر ادلر فون دنیلز (آلمانی: Alexander Edler von Daniels؛ ۱۷ مارس ۱۸۹۱ – ۶ ژانویهٔ ۱۹۶۰) یک ژنرال اهل آلمان در دوره رایش سوم بود.
وی در جریان نبرد استالینگراد فرمانده لشکر ۳۷۶ام پیاده‌نظام ورماخت بود.دنیلز در ۲۸ ژانویه ۱۹۴۳ توسط ارتش سرخ دستگیر و به بازداشتگاه فرستاده شد.
وی همچنین برندهٔ جوایزی همچون صلیب شوالیه آهنین شد.او این نشان را پس از عملیات اورانوس و در ۱۸ دسامبر ۱۹۴۲ دریافت کرد.